# Nikola Stipaničev
Nikola Stipaničev (Pićo) (Tribunj, 9. prosinca 1936. − Split, 20. travnja 2022.), hrvatski veslač i veslački trener.
Nastupio je na Olimpijskim igrama 1960. u Rimu, u četvercu s kormilarom.
Veslati je započeo u splitskom Gusaru, a ostatak natjecateljske i trenerske karijere proveo je u Mornaru, u kojemu je jedno vrijeme bio glavni trener i voditelj Mornareve škole veslanja.
Na Svjetskom prvenstvu u Klagenfurtu 1978. bio je član Mornareva osmerca, koji je osvojio deveto mjesto.
Dobitnik je nagrade za životno djelo Trofej Fabijan Kaliterna Splitskoga saveza športova 2019.
Pokopan je u rodnom Tribunju.